# Course à la nage transcontinentale du Bosphore
La course à la nage transcontinentale du Bosphore (turc : Boğaziçi Kıtalararası Yüzme Yarışı) est une épreuve sportive organisée par le Comité olympique turc depuis 1989 qui attire chaque année des nageurs du monde entier.
En 2019, pour la première fois depuis sa création, la course a été remportée non pas par un homme mais par une femme. Ilgın Çelik, 17 ans, termine le parcours long de 6,5 kilomètres en 47 minutes et 19 secondes. Elle a devancé 2 400 adversaires.

## Galerie

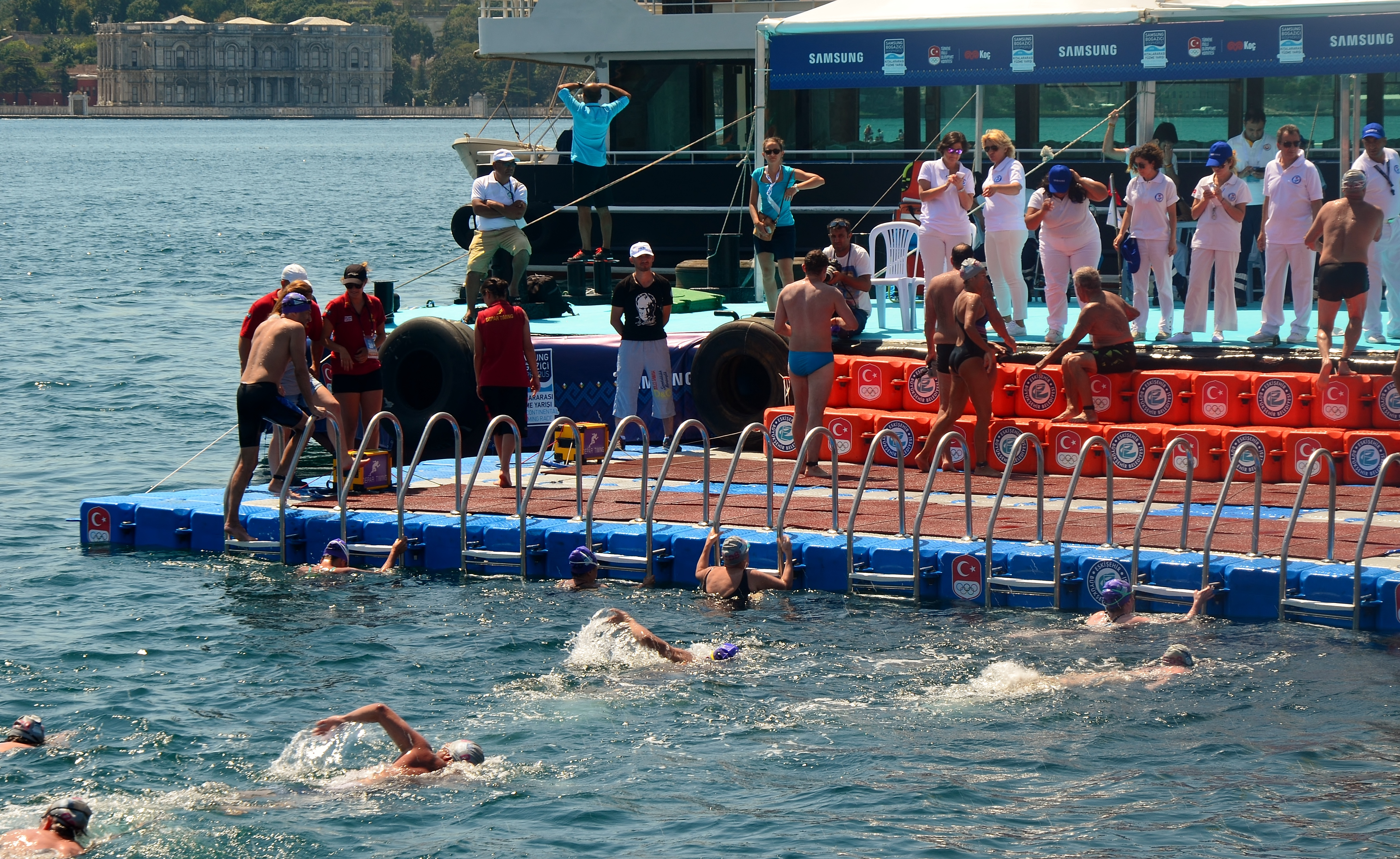
Arrivée de la course en 2016.
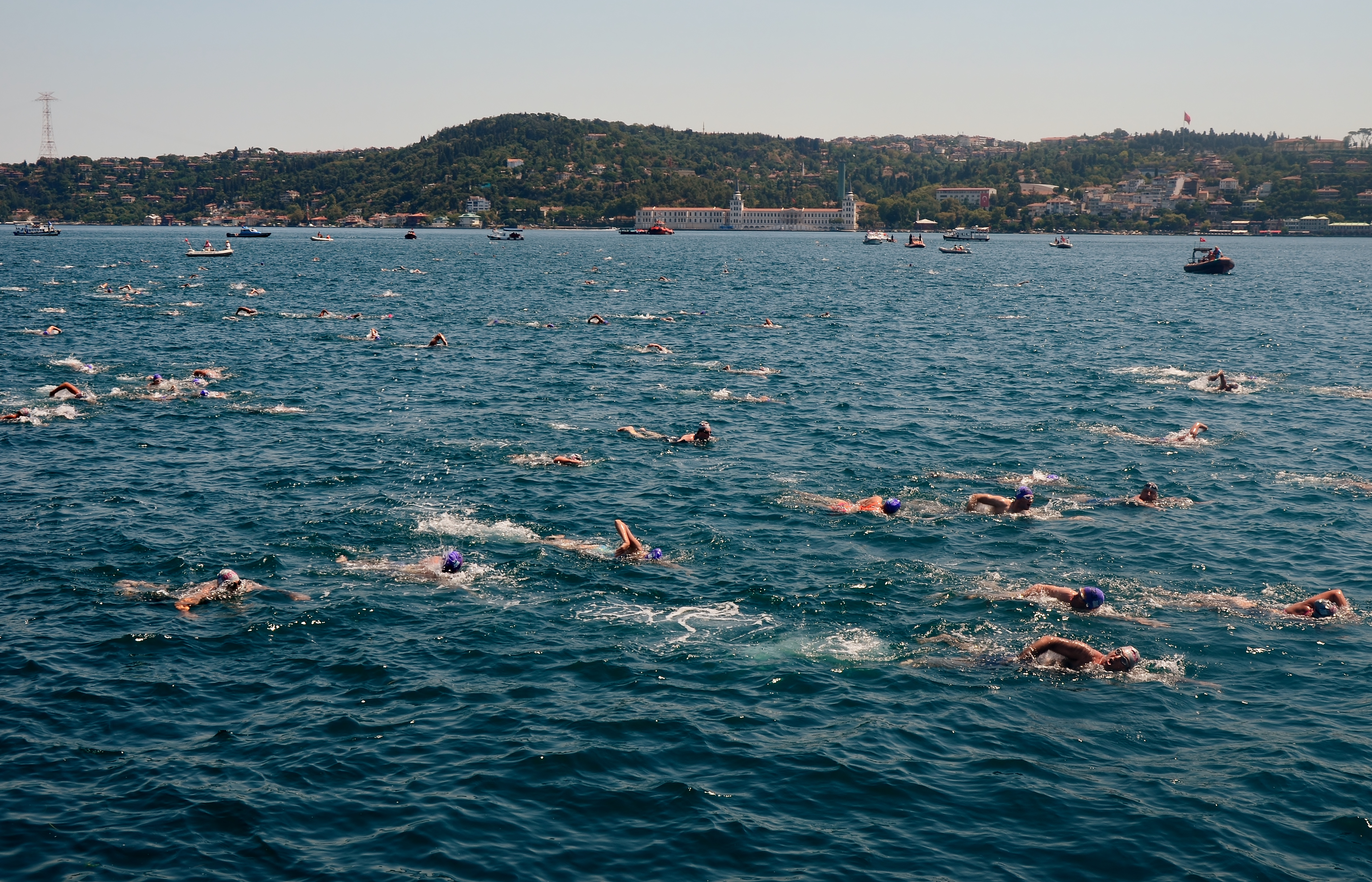
La course en 2016.